# 吉林景天
吉林景天（学名：Sedum middendorffianum）为景天科景天属的植物。分布于日本、俄罗斯、朝鲜以及中国大陆的吉林、辽宁等地，生长于海拔300米至900米的地区，多生于山地林下岩石上，目前尚未由人工引种栽培。

## 别名
狗景天（东北植物检索表）